# Pedesina
Pedesina (Pedesina in dialetto locale) è un comune italiano di 37 abitanti della provincia di Sondrio in Lombardia. Attualmente è il secondo comune meno popolato d'Italia dopo Morterone.

## Geografia fisica

### Territorio

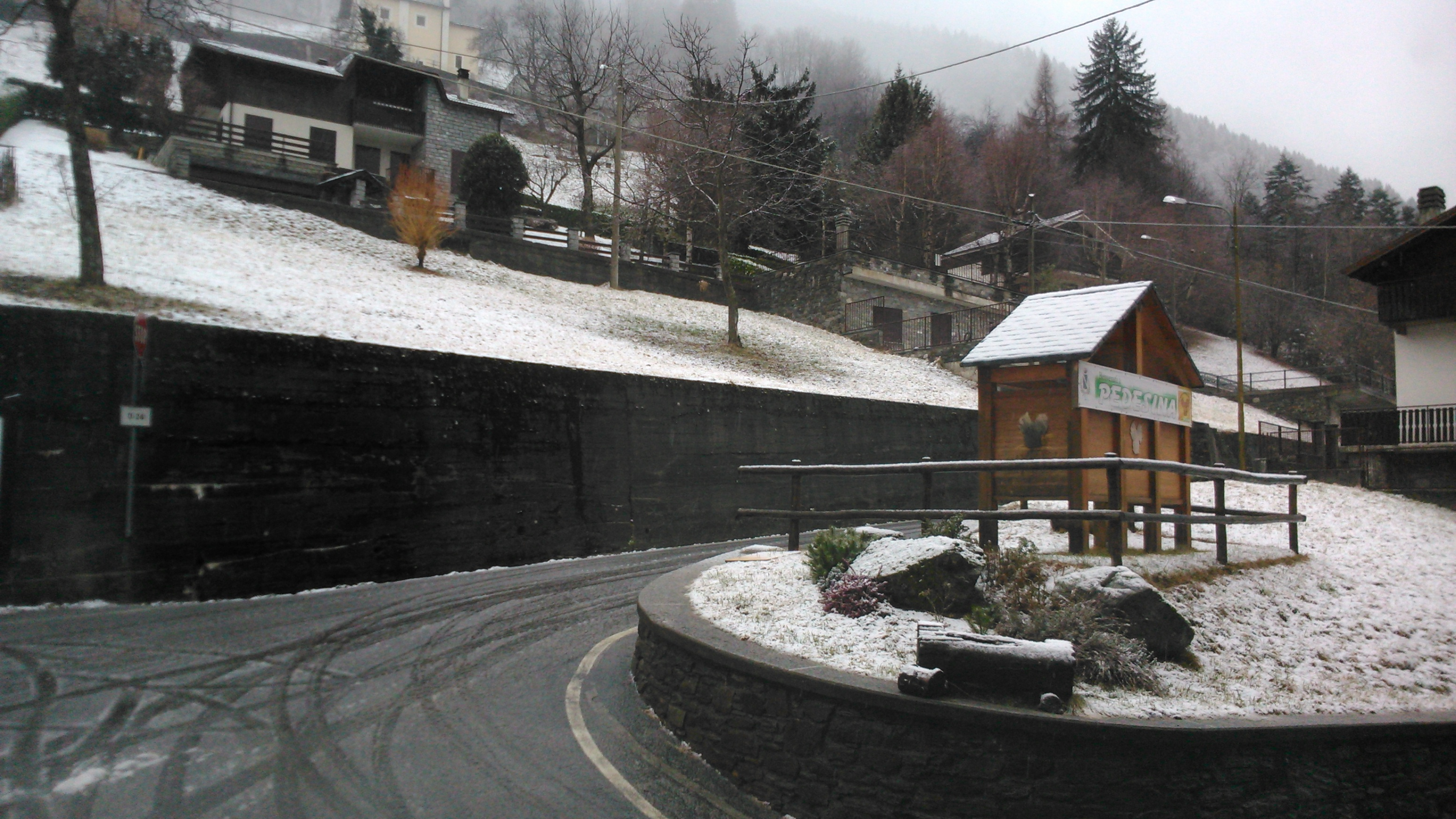
Ingresso del paese

Il paese è situato sulle pendici del Monte Rotondo (2496 m - da non confondersi con il Pizzo Rotondo) nelle Alpi Orobie Occidentali, ed è compreso nel Parco delle Orobie Valtellinesi nella piccola Valle del Bitto di Gerola.
Il comune confina a nord con il comune di Rasura, a sud con Gerola Alta e Premana, a est con Gerola Alta e Bema e a ovest con Rogolo e Premana.

## Storia
Nel XIII secolo Pedesina fu feudo dei nobili Vicedomini.

### Simboli
Lo stemma e il gonfalone sono stati concessi con D.P.R. del 9 giugno 1967.
Il monte simboleggia l'altitudine del comprensorio comunale, posto a circa 1 000 m s.l.m., e la banda ondata d'argento rappresenta la strada che, percorrendo la vallata di Morbegno, conduce a Gerola Alta.
Il gonfalone è un drappo partito di bianco e d'azzurro.

## Monumenti e luoghi d'interesse
Nella chiesa parrocchiale di Sant'Antonio è custodita un'icona lignea del secolo XVII e un affresco di Cipriano Valorsa (1564).

## Società

### Evoluzione demografica
Abitanti censiti

## Amministrazione
| Periodo        | Periodo        | Primo cittadino   | Partito                                 | Carica  | Note  |
| -------------- | -------------- | ----------------- | --------------------------------------- | ------- | ----- |
| 10 giugno 1985 | 24 aprile 1995 | Luigi Ettore      | Partito Socialista Democratico Italiano | Sindaco | [ 7 ] |
| 24 aprile 1995 | 14 giugno 1999 | Luigi Ettore      | Lista civica                            | Sindaco | [ 7 ] |
| 14 giugno 1999 | 8 giugno 2009  | Teodoro Tarabini  | Lista civica                            | Sindaco | [ 7 ] |
| 8 giugno 2009  | 26 maggio 2019 | Valentino Maxenti | Lista civica                            | Sindaco | [ 7 ] |
| 26 maggio 2019 | 9 giugno 2024  | Fabio Ruffoni     | Lista civica                            | Sindaco | [ 7 ] |
| 9 giugno 2024  | in carica      | Fabio Ruffoni     | Lista civica                            | Sindaco | [ 7 ] |

## Economia
In passato l'economia di Pedesina si basava su un'agricoltura di sussistenza, sull'allevamento bovino, sulle attività di sfruttamento dei boschi.
Per tutto il XX secolo, nel periodo estivo, si registrava un discreto movimento turistico con due alberghi per il soggiorno climatico, ora chiusi.
La maggior parte dei residenti ha un reddito di pensione e salvo un ristorante emporio che fa anche da bar e centro di approvvigionamento, non vi sono altre attività commerciali in loco.